# Giornata della Namibia
La giornata della Namibia è una festa nazionale in Namibia. È riconosciuta dalle Nazioni Unite come Namibia Day. Viene celebrata ogni anno il 26 agosto, per commemorare la guerra d'indipendenza della Namibia, iniziata il 26 agosto 1966 a Omugulugwombashe.

## Origini
Nel 1966 l'Assemblea generale delle Nazioni Unite revocò al Sudafrica il mandato di governare il territorio dell'Africa del Sud-Ovest, ponendolo sotto la diretta amministrazione delle Nazioni Unite. Il Sudafrica si rifiutò di riconoscere questa risoluzione. L'Organizzazione Popolare dell'Africa del Sud-Ovest (SWAPO) all'epoca si preparava alla resistenza armata e nel 1962 aveva fondato il suo braccio armato, il People's Liberation Army of Namibia (PLAN). Molti dei suoi ex comandanti si trovavano in esilio, ma il PLAN iniziò a infiltrarsi nel nord della Namibia per creare campi di addestramento. Omugulugwombashe fu uno di questi campi di addestramento, creato nel giugno 1966 dal comandante del PLAN John Ya Otto Nankudhu. Il gruppo guidato da Nankudhu aveva appena iniziato a costruire delle strutture difensive e progettava di addestrare lì circa 90 soldati.
Il 26 agosto 1966 otto elicotteri delle forze di difesa sudafricane attaccarono i guerriglieri a Omugulugwombashe. Al momento dell'attacco nel campo si trovavano soltanto 17 soldati. Fu il primo scontro armato della guerra. Omugulugwombashe è stata dichiarata una delle Città degli Eroi in Namibia; è un insediamento nella circoscrizione elettorale di Tsandi, nella regione di Omusati, nel nord della Namibia.
Per commemorare questa giornata, il 26 agosto in Namibia è un giorno festivo. È riconosciuto dalle Nazioni Unite come il Giorno della Namibia, anche se i namibiani lo chiamano il Giorno degli Eroi.

## Celebrazioni
Le commemorazioni nazionali si svolgono ogni anno in luoghi differenti, solitamente nel nord della Namibia, vicino a importanti zone di battaglia. Centinaia di persone si ritrovano ogni anno per assistere alla cerimonia commemorativa ufficiale dei veterani dell'Esercito Popolare di Liberazione della Namibia (PLAN). Nello stesso giorno vengono consegnate onorificenze, come le medaglie al valore militare. Il monumento agli eroi, un monumento ai caduti fuori della capitale Windhoek, è stato inaugurato nel 2002 nel Giorno degli eroi. Lo stesso giorno, nel 1976, venne inaugurato l'Istituto delle Nazioni Unite per la Namibia, un ente di formazione terziaria in Zambia sotto l'egida delle Nazioni Unite, precursore dell'Università della Namibia.

## Il giorno degli eroi

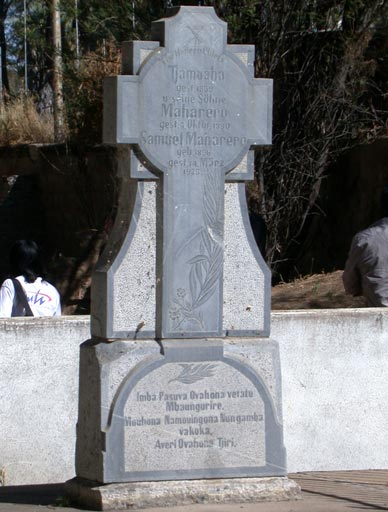
Monumento dedicato ai leader degli eroi a Okahandja: cippo di Tjamuaha, Maharero e Samuel Maharero

La battaglia di Waterberg, svoltasi l'11 agosto 1904, fu la battaglia finale delle guerre herero. Dopo la sconfitta delle forze herero, i superstiti fuggirono sotto la guida di Samuel Maharero, il quale morì in esilio nel Transvaal. Dopo la sua morte, avvenuta il 14 marzo 1923, l'amministrazione dell'Africa del Sud-Ovest acconsentì alla sua sepoltura a Okahandja, ignara del ruolo che avrebbe avuto come commemorazione dell'anticolonizzazione e simbolo del nazionalismo.
Alla cerimonia di risepoltura del 26 agosto 1923 parteciparono 3.000 herero e 100 bianchi, tra i quali alti funzionari del governo. Da allora, la Festa degli Eroi si celebra ogni anno come gesto di resistenza, unità e lealtà, oltre che di sfida contro la colonizzazione, in particolare quella tedesca.

## Filatelia
Il 26 agosto 1975 l'India e la Turchia hanno emesso francobolli dedicati alla "Giornata della Namibia".